# David Meca
David Meca Medina (Sabadell, 1º febbraio 1974) è un ex nuotatore spagnolo.

## Carriera
Fortemente specializzato nel fondo, ha vinto diverse medaglie in tutte le specialità sia a livello continentale che mondiale.

## Palmarès
- Mondiali

Perth 1998: argento nei 25 km.
Barcellona 2003: argento nei 25 km e bronzo nei 10 km.
- Mondiali in acque libere

Honululu 2000: oro nei 10 km e argento nei 5 km e 25 km.
- Europei

Helsinki 2000: argento nei 25 km e bronzo nei 5 km.
Berlino 2002: bronzo nei 25 km.
Madrid 2004: argento nei 25 km.